# Лима, Лукас Педро
Лукас Педро Алвес де Лима (порт.-браз. Lucas Pedro Alves de Lima; род. 10 октября 1991, Эстасан, Риу-Гранди-ду-Сул), известный как Лукас Лима — бразильский футболист, защитник клуба «Истанбул Башакшехир».

## Карьера
Лукас Лима дебютировал на взрослом уровне в составе «Крисиумы» в матче бразильской Серии C против «Марилии» 24 мая 2009 года. Позже футболист был подписан клубом «Интернасьонал». В 2011 году игрок отправился в аренду в команду Серии B «Парана», где провёл свой первый полноценный сезон в профессиональном футболе. За два года Лима не смог закрепиться в составе «Интернасьонала» и в июле 2012 года перешёл в «Ботафого». Вместе с новой командой футболист в 2013 году выиграл чемпионат штата Кариока, кроме того «Ботафого» впервые за 18 лет квалифицировался для участия в Кубке Либертадорес. В январе 2014 года Лима перешёл в «Гояс» на правах аренды. В начале 2015 года футболист вернулся в «Ботафого» и разорвал контракт с клубом из-за невыплаченной зарплаты, в феврале заключив годичный контракт с АБС.
Летом 2015 года Лима заключил с португальским клубом Арока контракт на два года. По итогам сезона футболист отыграл 31 матч и забил 4 гола в чемпионате Португалии 2015/16, а его команда заняла 5-е место, квалифицировавшись в Лигу Европы 2016/17. В июле 2016 года Лима перешёл в французский «Нант», сумма трансфера превысила 1 млн евро. Лукас стал игроком стартового состава и за два сезона принял участие в 71 матче чемпионата Франции.
В июле 2021 года подписал контракт турецким Истанбул Башакшехир на 3 года.

## Достижения

### Командные
«Интернасьонал»
- Лига Гаушу: 2012

«Ботафого»
- Лига Кариока: 2013